# Václav Čičatka
Václav Čičatka (10. září 1946 Moravská Třebová – 17. dubna 2023) byl československý fotbalový pravý obránce. Po skončení aktivní kariéry se stal funkcionářem v hokejbalu a majitelem agentury NIO Sport.

## Fotbalová kariéra
V československé lize hrál za Slavii Praha. Nastoupil v 15 ligových utkáních. Gól v lize nedal. V nižší soutěži hrál i za Spartak BS Vlašim.

## Ligová bilance
| Ročník                                     | Zápasy | Góly | Klub              |
| ------------------------------------------ | ------ | ---- | ----------------- |
| 1. československá fotbalová liga 1970/1971 | 5      | 0    | Slavia Praha      |
| 1. československá fotbalová liga 1971/1972 | 10     | 0    | Slavia Praha      |
| 2. československá fotbalová liga 1974/1975 | -      | -    | Spartak BS Vlašim |
| CELKEM 1. liga                             | 15     | 0    |                   |